# 岩国短期大学
岩国短期大学（日语：／ Iwakuni Tanki Daigaku *），简称岩短（いわたん），是一所位于日本山口县岩国市的私立短期大学。

## 概要

### 简介
- 学校最早可以追溯到1898年[1]。短期大学为于1971年开办[1]、由学校法人高水学园经营。

### 历史
- 1971年 岩国短期大学成立并同时设置幼儿教育学科和英语科[1]。
- 1998年 开始招収男学生。
- 2000年 英语科变更为商务实际业务科[注 3][1]。
- 2006年 商务实际业务科[注 3]改编为职业设计学科[注 2][1]。
- 2011年 职业设计学科[注 2]招生最后[1]。
- 2013年 职业设计学科[注 2]停办[1]。

### 宪章
- 请参看岩国短期大学的标志 （页面存档备份，存于） （日語） 2013年11月25日阅览。

## 学校环境
- 校区：在山口县岩国市

## 历任校长
- 新庄方子：现在短期大学校长[2]

## 组织

### 学科
- 幼儿教育学科

### 前学科
- 职业设计学科[注 1]

### 专科
| - 幼儿教育专攻 |

### 业余课程
| - 没有 |

## 相关链接
- 日本短期大学列表